# Giro delle Sette Chiese

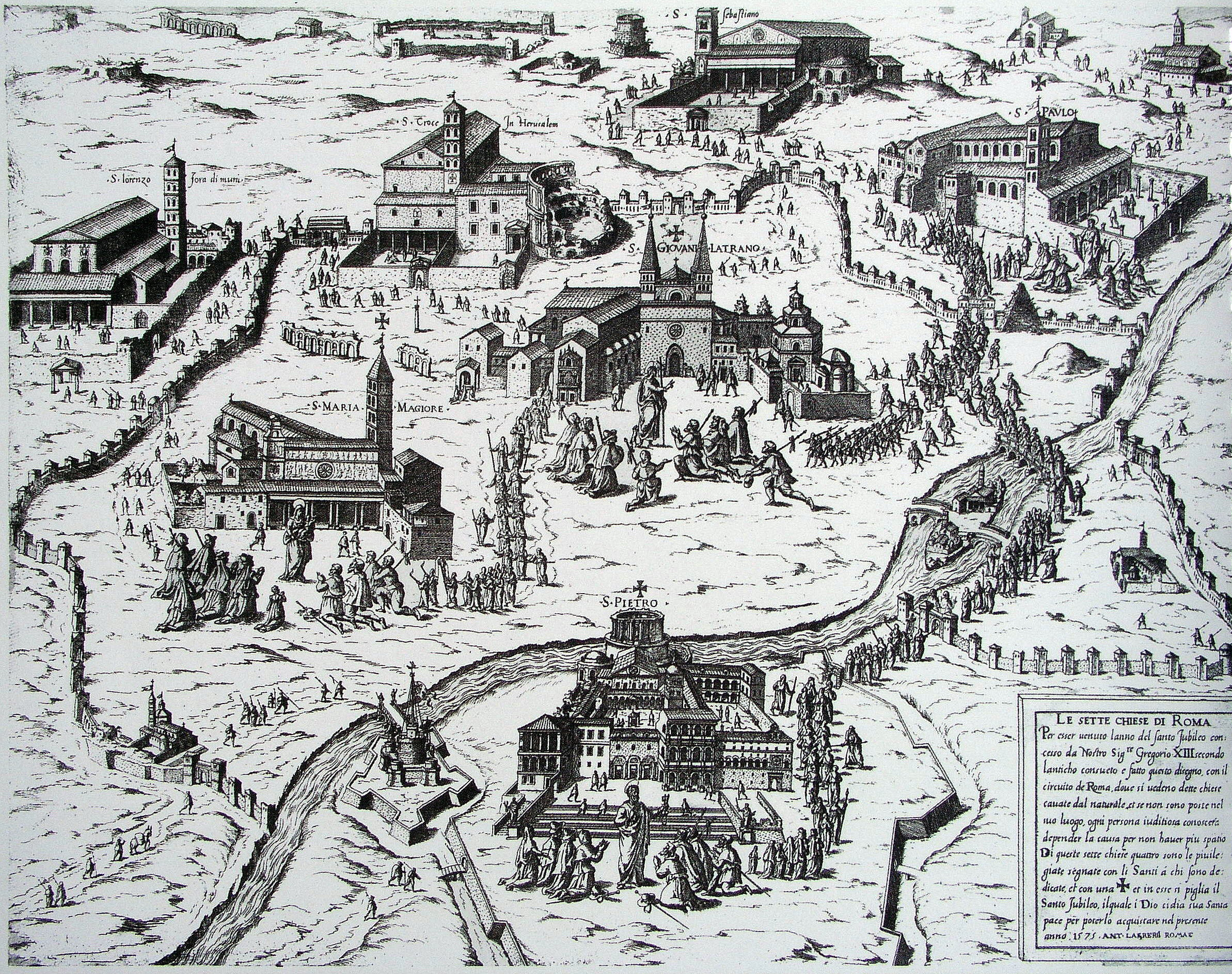
Antoine Lafréry, Le sette chiese di Roma. Anno Santo 1575.

Il Giro delle Sette Chiese è un itinerario di pellegrinaggio cristiano praticato a Roma sin dal Medioevo. Fu rivitalizzato e formalizzato nel XVI secolo da san Filippo Neri.

## Descrizione
Nella sua forma originaria, il giro consiste in un percorso ad anello di circa 20 chilometri (ovvero 16 miglia) che tocca le quattro basiliche papali maggiori e le tre più importanti basiliche minori:
- Basilica di San Giovanni in Laterano
- Basilica di San Pietro in Vaticano
- Basilica di San Paolo fuori le mura
- Basilica di Santa Maria Maggiore
- Basilica di San Lorenzo fuori le mura
- Basilica di Santa Croce in Gerusalemme
- Basilica di San Sebastiano fuori le mura

Data la lunghezza dell'itinerario esso viene spesso percorso dai pellegrini in due giornate. Originariamente si impiegava una giornata intera per completare il giro, dai primi Vespri, ai primi del giorno successivo. In seguito la visita veniva svolta in due giornate dedicando la prima alla sola basilica di San Pietro e la seconda alle altre sei, con partenza dalla basilica di San Paolo, proseguendo poi in senso antiorario per terminare alla basilica di Santa Maria Maggiore.
La via delle Sette Chiese, già nota come via Paradisi, collega la Via Ostiense alla Via Appia, dalla Rupe di San Paolo presso la Basilica Ostiense fino a San Sebastiano, un percorso ricco di testimonianze storiche dei primi anni del Cristianesimo,  con numerose catacombe (catacombe di Commodilla, catacombe di Domitilla, catacombe di San Callisto).
Attualmente il Giro delle Sette Chiese si svolge in forma collettiva in notturna due volte l'anno, a settembre e a maggio, poco prima della festa di san Filippo Neri, guidato da un Padre della Congregazione dell'Oratorio di San Filippo Neri.
Il Pellegrinaggio delle Sette Chiese è anche considerato un atto di devozione tipico del "tempo di Passione", e si svolge per tradizione in moltissime località dove vi sia una presenza cattolica. In particolare, durante il triduo pasquale (dalla sera del Giovedì santo, per tutto il Venerdì Santo, e buona parte del Sabato Santo), è in uso la tradizione di visitare sette chiese soffermandosi a pregare nei pressi del Santissimo Sacramento riposto nell'Altare della Reposizione e/o del Cristo morto; anche per questo è usanza (impropria) chiamare questo Giro la visita dei sepolcri.
L'espressione "fare il giro delle sette chiese" ha anche assunto nel linguaggio comune una valenza negativa: essa può significare - a seconda delle zone - perdere tempo girando senza scopo oppure cercare affannosamente qualcuno che dia ascolto.

## Storia
Le prime notizie del culto delle Sette Chiese a Roma risalgono almeno al VII secolo, quando santa Begga tornando a vivere da eremita nel suo paese di ritorno dal suo pellegrinaggio a Roma, volle erigere oltre al suo altri sei oratori che diedero il nome al monastero di “Sept-Églises”. È probabile che tale pratica religiosa risalga all'uso del Papa di celebrare i sacri uffici nelle chiese stazionali di Roma secondo il calendario liturgico dell'epoca, riducendosi poi queste in particolare alle sette ritenute principali, citate da Onofrio Panvinio, includendo alle 5 patriarcali anche le due di Santa Croce in Gerusalemme e San Sebastiano. Non è da escludere che il culto si ricolleghi alle Sette Chiese dell'Asia minore citate nel Libro dell'Apocalisse, secondo un numero che ricorre molto frequentemente nelle Sacre Scritture che indica perfezione e completezza.
È comunque con l'istituzione dei Giubilei a partire dal 1300 e in particolare dalla seconda metà del XIV secolo che gli elenchi delle indulgenze indicano le sette basiliche dove queste potevano essere lucrate, consolidando un uso che verrà ripreso da san Filippo Neri nel rinnovare tale culto e per conferirgli altri e nuovi significati religiosi in linea con le tendenze della Controriforma in atto, recitando durante il pellegrinaggio i sette salmi penitenziali (6, 31, 37, 50, 101, 129, 142), per invocare il perdono dei sette peccati capitali e chiedere le sette virtù ad essi contrarie e meditando le sette principali tappe di Gesù durante la Passione, le sette effusioni del sangue di Cristo, le sette parole di Cristo in croce, i sette doni dello Spirito Santo, i sette sacramenti, le sette opere di misericordia. La pratica conseguì presto un ampio consenso e afflusso di pellegrini al punto che da Sisto V venne inserita nella bolla Egregia populi romani pietas, del 13 febbraio 1586, in un più ampio disegno di pratiche penitenziali, che tuttavia a causa della precoce morte del pontefice non vennero osservate dai suoi successori.
In occasione del giubileo del 2000, papa Giovanni Paolo II pose come settima chiesa il santuario della Madonna del Divino Amore in sostituzione di San Sebastiano fuori le mura. Ciononostante, anche in seguito alcuni pellegrini hanno preferito attenersi all'itinerario tradizionale.

### Via delle Sette Chiese
Via delle Sette Chiese è una strada di Roma che collega via Ostiense, all'altezza della Rupe di San Paolo, a via Appia Antica, presso la basilica di San Sebastiano, intersecando via Cristoforo Colombo e via Ardeatina attraverso i quartieri Ostiense (zona Garbatella) e Ardeatino (zona Tor Marancia).
L’attuale tracciato era già noto con questa funzione cultuale sin dalla fine del XVI secolo e la sua denominazione è almeno di metà XVII secolo insieme a quella precedente di Via che da San Paolo va a San Sebastiano o più semplicemente Via di San Sebastiano, e in età medievale assumeva il nome di via Paradisi. Data la presenza di alcuni tratti basolati ricalca molto probabilmente un antico diverticulum romano di derivazione preistorica e deve il suo nome alla pratica del pellegrinaggio del giro delle Sette Chiese che tradizionalmente assunse particolare fervore a partire dal 1552 con San Filippo Neri.
La lunga strada (oltre 3 km) che collega direttamente con un andamento ovest-est la basilica di San Paolo fuori le mura sulla via Ostiense a quella di San Sebastiano sulla via Appia incrociando la via Ardeatina nei pressi delle Fosse Ardeatine, attraversa un territorio interessato dalla presenza delle catacombe più rilevanti dei primi secoli del Cristianesimo.

## Galleria d'immagini

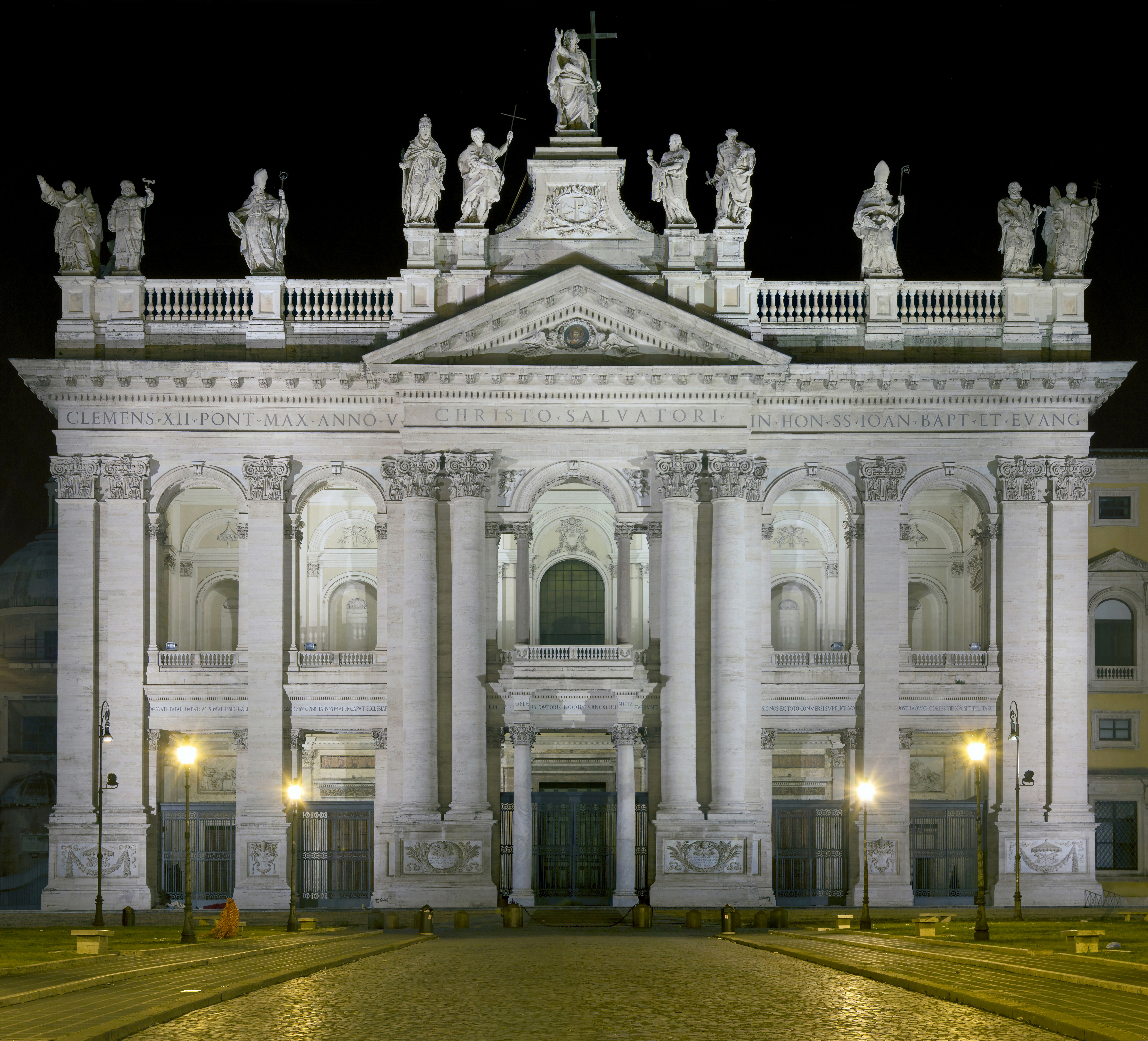
San Giovanni in Laterano
San Pietro in Vaticano
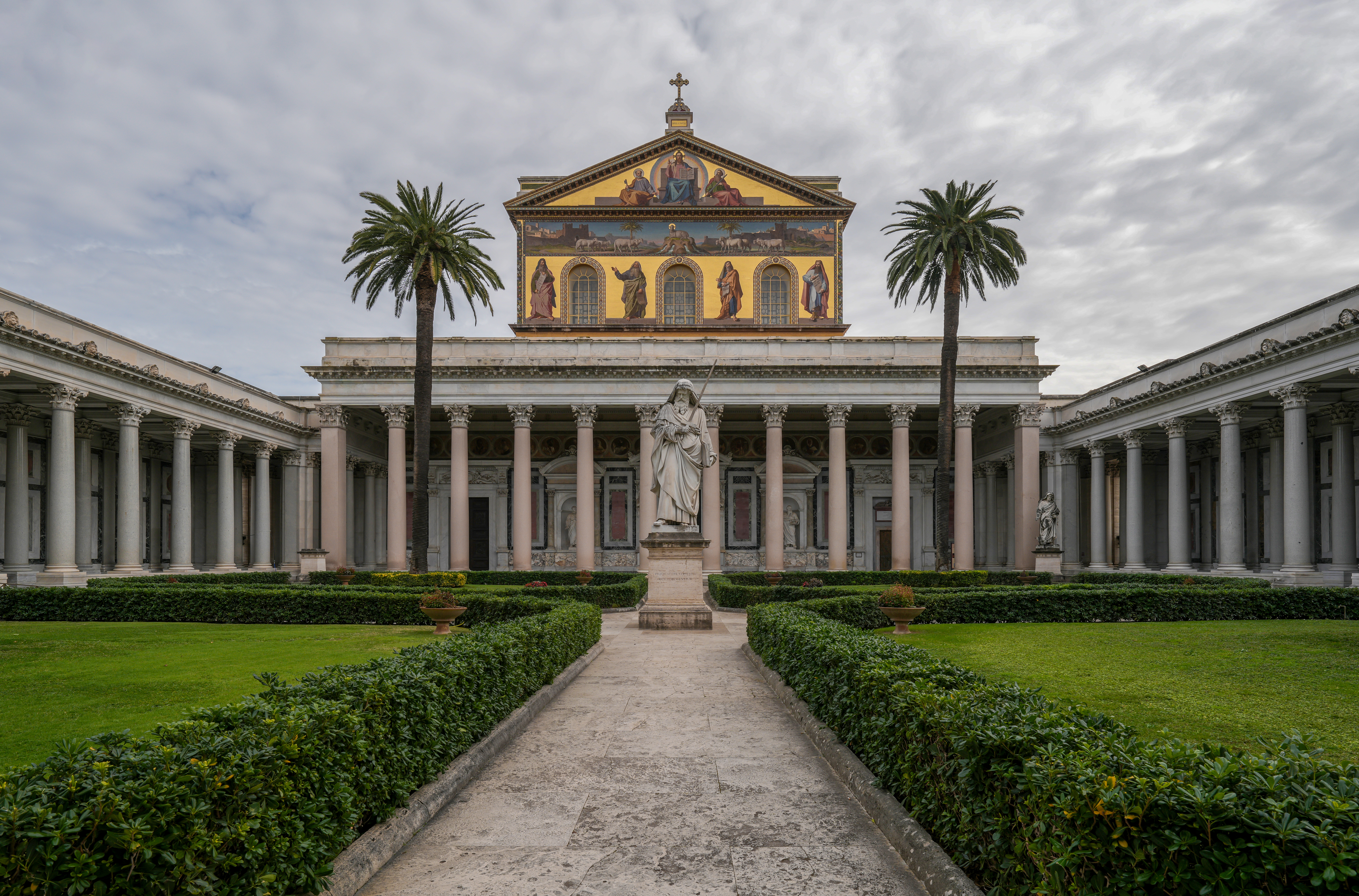
San Paolo fuori le mura
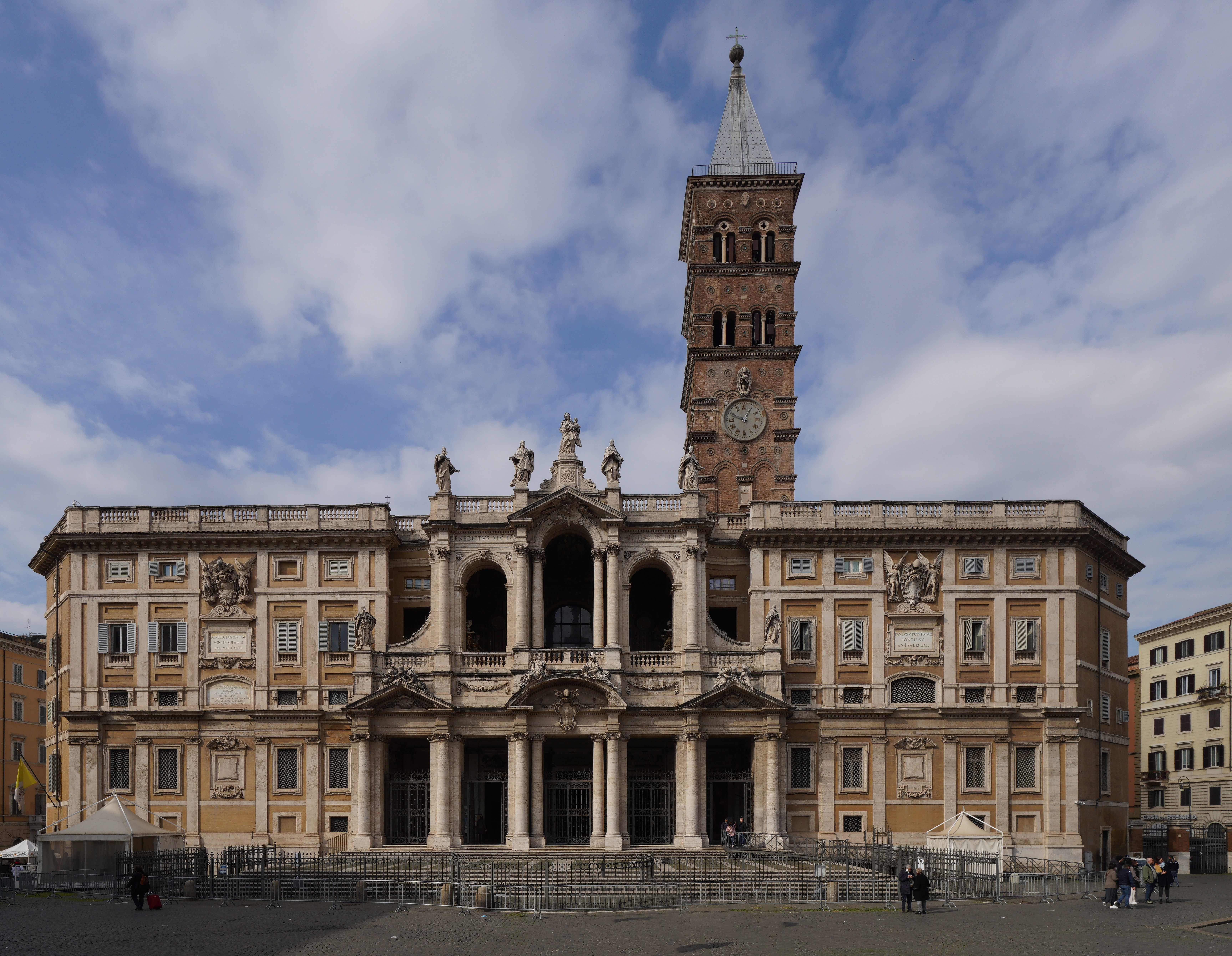
Santa Maria Maggiore
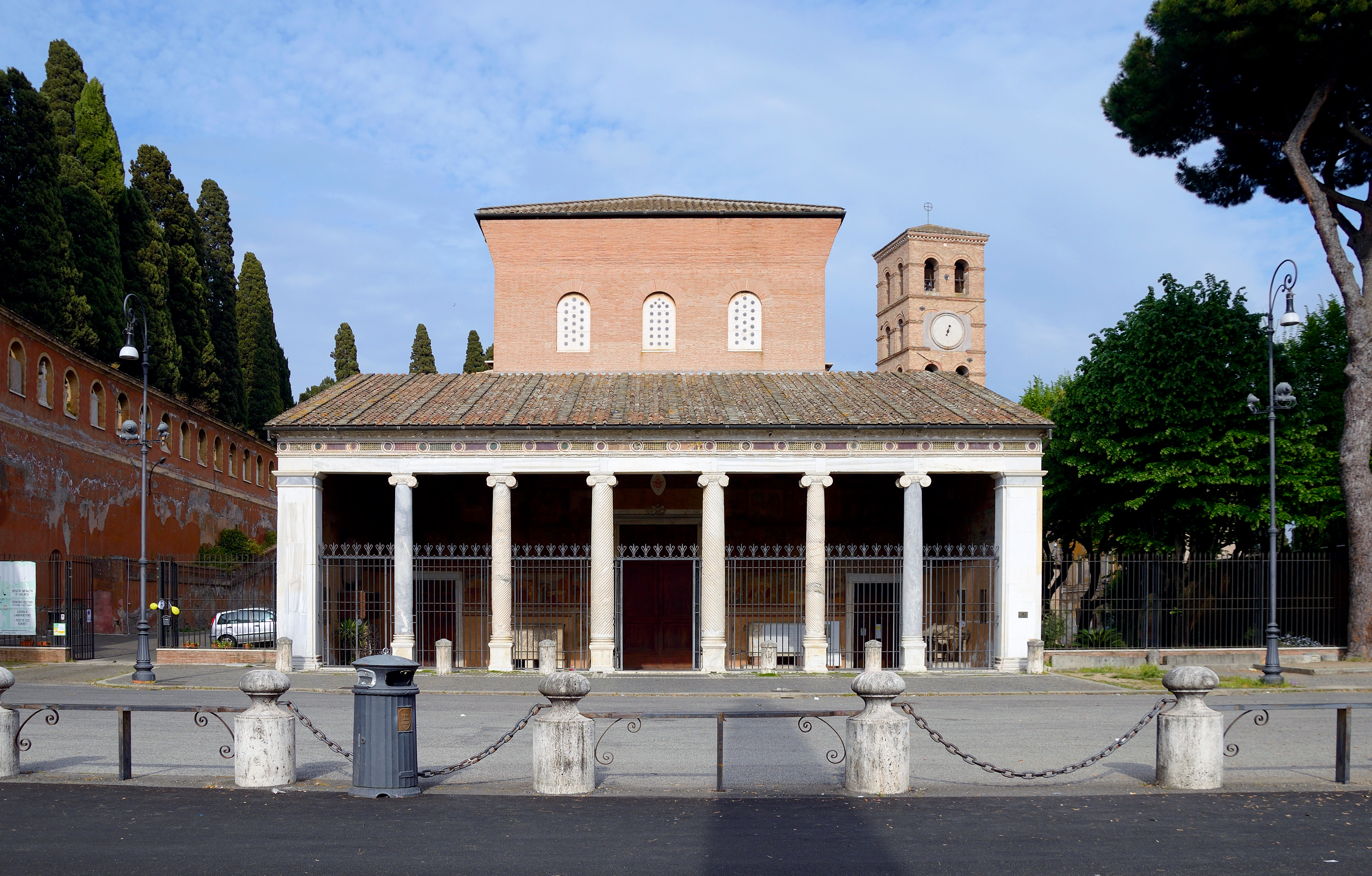
San Lorenzo fuori le mura
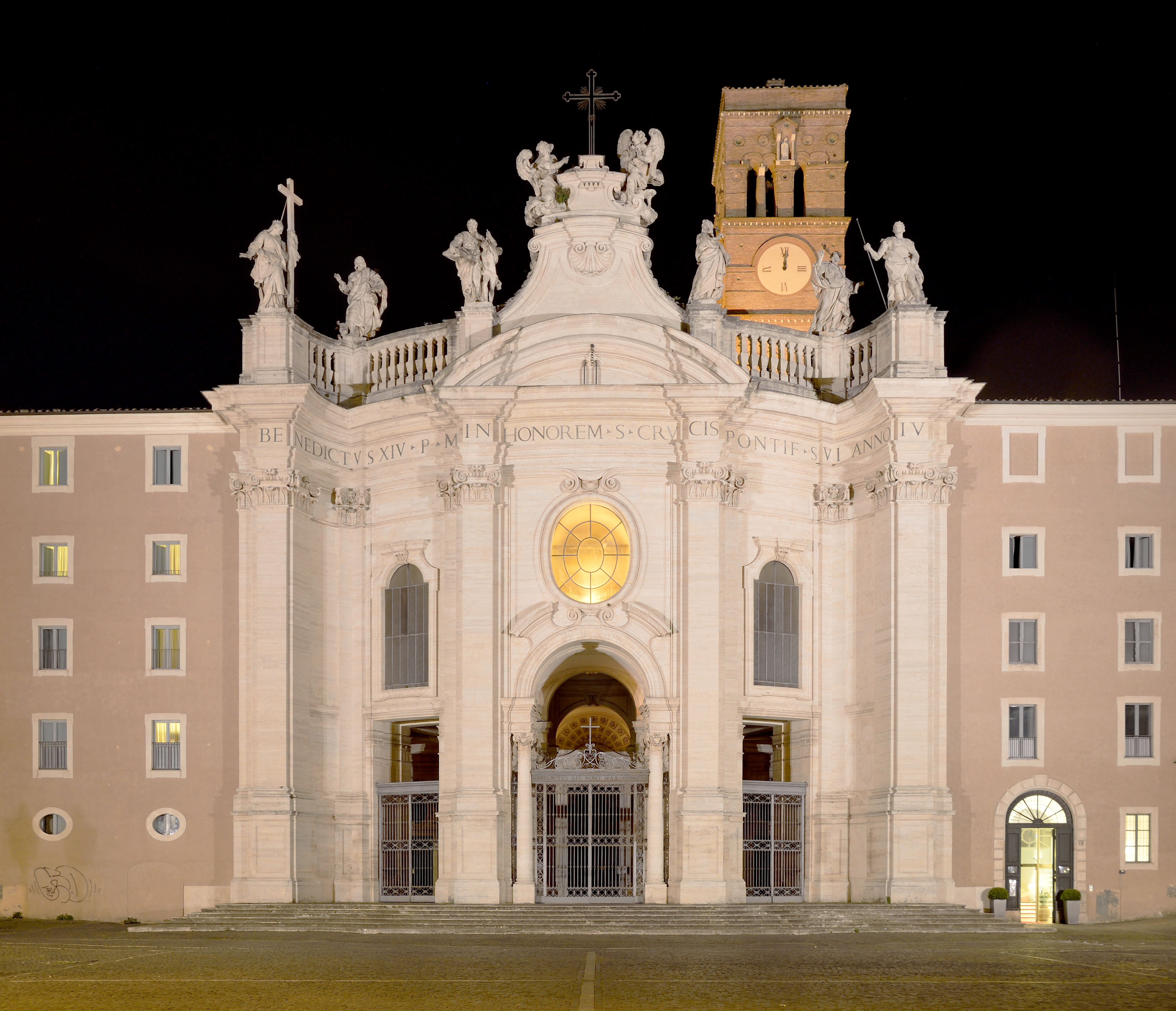
Santa Croce in Gerusalemme
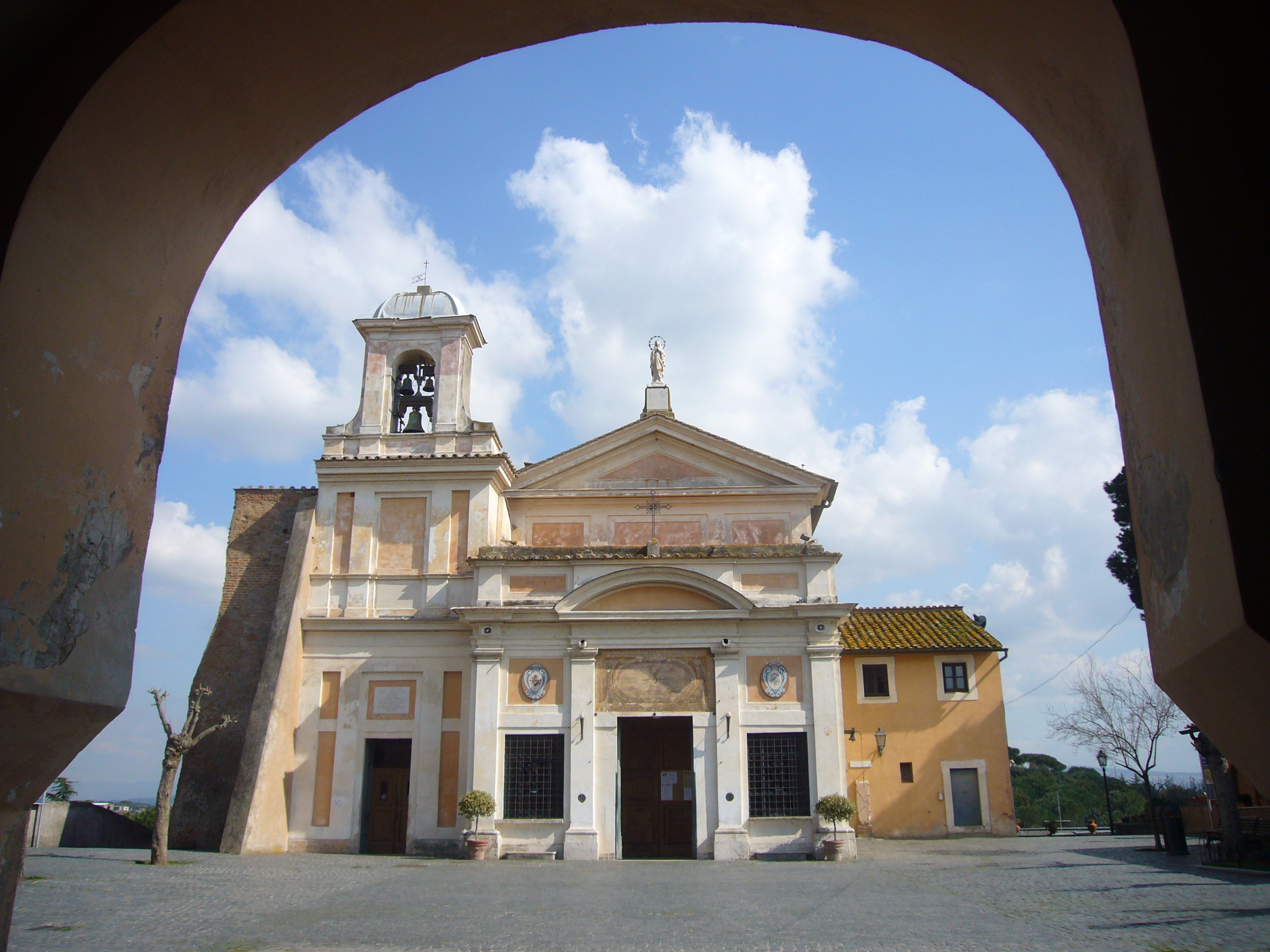
Madonna del Divino Amore
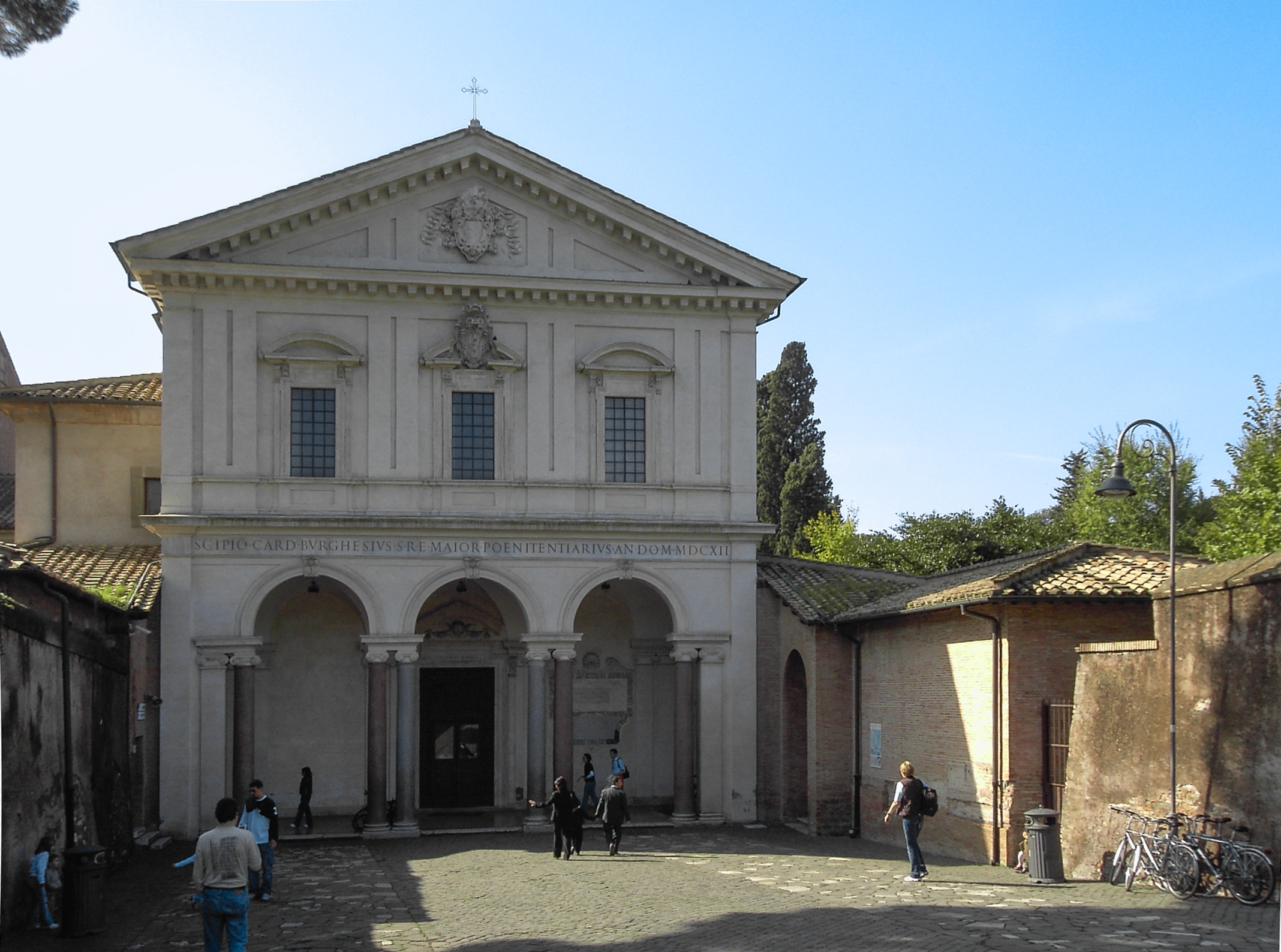
San Sebastiano fuori le mura